# 天勝野球団

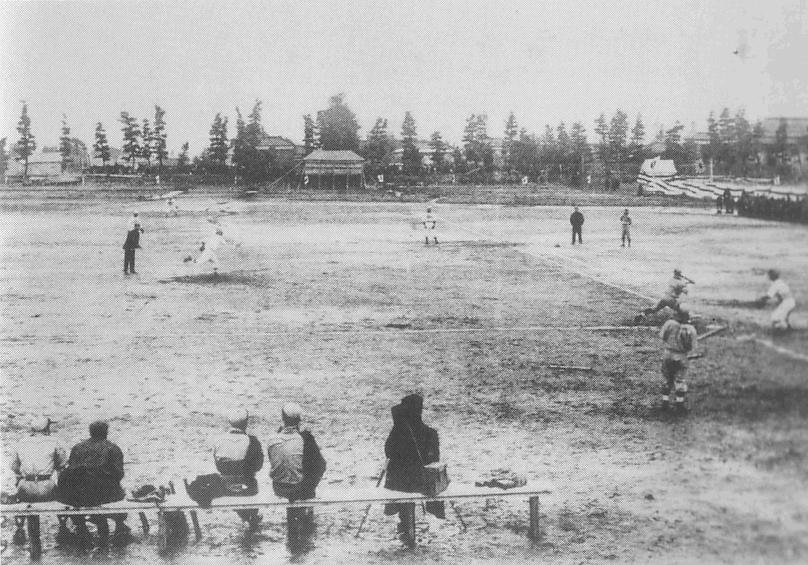
羽田運動場にて

天勝野球団（てんかつやきゅうだん）は、1921年（大正10年）から1923年（大正12年）まで存在した日本の職業野球球団。日本で2番目のプロ野球チームである。

## 概略

### 歴史
1921年（大正10年）2月、松旭斎天勝の夫であり、「天勝一座」の支配人である野呂辰之助により天勝野球団が結成される。コーチは小野三千麿、選手は大学出身者が中心であった。球団の結成理由について、天勝は後に『天勝一代記』の中で一座の広告塔が目的だったように書いているが、当時のスポーツ雑誌『野球界』の中で天勝野球団の鶴芳生（野呂の変名と見られている）は「広告本位のチームではありません（中略）商売と野球の試合は別問題です。ボールに負けた故に見物に来ない人は、そんな狭い量見の人は来て頂かなく共結構です」と記しており、野呂は広告塔としてではないチームを志向していたとみられている。
チームは一座の巡業に合わせて国内各地、更には中国、台湾と転戦。 翌1922年（大正11年）、小野が大毎野球団（当時、大阪毎日新聞が所持していたセミプロの強豪チーム）に入団するためコーチを辞したことをきっかけに、野呂は本格的なチーム強化に着手。この時中澤不二雄らが加入している。1923年（大正12年）には、主将の鈴木関太郎が『野球界』誌上で「プロフェッショナル球団」であると記している。
同年、大毎野球団を破るなどの成果を上げた後に、一座の公演とともに満州、朝鮮に遠征。当時の強豪であった大連実業団、大連満州倶楽部を含む各チーム相手に21勝1敗の好成績を残す。6月21日には京城（現・ソウル特別市）で、遠征してきていた日本運動協会と対戦。日本初となるプロ球団同士の試合となったこの試合に6-5で勝利するも、3日後の2回戦では1-3で敗れた。この後8月30日に芝浦球場で3戦目が行われ、これは協会が5-1で勝利している。
この直後の9月1日に関東大震災が発生。天勝一座は、本部が全焼し衣装や道具を全て失うなどの深刻な被害を受け、球団は自然消滅した。ただ、天勝一座は再建され、翌1924年（大正13年）1月からアメリカ巡業を行い、ハワイ、アメリカ本土で約4ヶ月の間、在留邦人相手に公演を行った。その後も天勝一座は存続し興業を続けたという。

### その後
大平昌秀の著書『異端の球譜 「プロ野球元年」の天勝野球団』では、1923年（大正12年）の関東大震災で、天勝野球団は消滅した、と書かれて終わっている。しかし、天勝野球団に所属したとされる中野英治は、大平の著書と異なる証言をしている。中野は関東大震災で所属した法大野球部が傾いている時、天勝野球団に「月給を百円やるから来い」と買われて天勝に入り、その後巡業し試合もこなした。野呂辰之助が大変な野球狂で、天勝の養女の小天勝の婿に迎えたのが小野三千麿で、小野に野球のマネージメントをやらせた。ところが入ってくるのは、レギュラーにはちょっと駄目だったというような野球のアブレ者、不良少年が15人ほど集まってチームをつくった、などと話している。つまり、大平の著書で関東大震災で消滅したと書かれている天勝野球団は、その後も存在したということになる。いつまで存在したかについては、はっきり分からないが、中野は雑誌のインタビューで、天勝が渡米することになり、野球は置いていくことになってチームが解散したと話しているから、1924年（大正13年）1月頃までは天勝野球団は存在していたものと思われる。
中野在籍時の天勝野球団は、天勝一座の巡業に合わせて「オール静岡」「オール浜松」といった地元チームと対戦した。昼間はそうした地元の青年チームをそこそこやっつけて「夜はどうぞ天勝を御覧下さい」という具合で、昼は野球をすると後は何もすることがないからゴロゴロしてるだけ。夜11時頃になると「野球部出てこーい!」と狩り出される。天勝の奇術は仕掛けも大きく女、子供ではどうにもならないから、はねた後の荷物を野球部15人が1～2時間かけてトラックに乗せ次の場所に送り出す。野球部は人夫も兼ねていたと話している。